# Last Hour
Last Hour è un film del 2008 diretto da Pascal Caubet.
Tra gli attori presenti nel cast vi sono Michael Madsen, David Carradine e Paul Sorvino

## Trama
Cinque personaggi (Monk, Casino, Black Jack, Shang e Poker), tutti dal passato poco limpido e ricercati dalla polizia, si recano in un caseggiato desolato e abbandonato in Cina, attratti in loco da una missiva precedentemente ricevuta e spedita dai loro padri. Essi presto si rendono conto di non essere soli e che c'è un altro uomo sul posto con loro. Una volta che restano bloccati in casa, iniziano a mettere insieme i pezzi del puzzle, cominciando a risolvere il mistero e a capire che hanno tutti e cinque qualcosa in comune e che resta una sola ora per riuscire a sopravvivere.

## Produzione
Il film, diretto da Pascal Caubet (che ne è anche produttore e ha scritto la storia e la sceneggiatura insieme a Maxime Lemaitre) fu prodotto dalla Brand New Films e dalla Creation Film and Television e girato nel 2008 a Pechino, a Shanghai, a Parigi e in Canada con un budget stimato in 9.000.000 di dollari. La musica è firmata dal rapper statunitense DMX e da Alain Mouysset.

## Distribuzione
Il film è una produzione direct-to-video.

### Date di uscita
Alcune delle uscite internazionali sono state:
- 15 aprile 2008 negli Stati Uniti (Last Hour)
- 15 maggio 2008 in Francia
- 5 giugno 2009 in Giappone
- in Germania (Last Hour - Countdown zur Hölle)
- in Grecia (Anthropopagida)